# Аеродром Дубровник
Међународни аеродром Дубровник (: , : ) (хрв. Zračna luka Ruđer Bošković Dubrovnik) је један од највећих међународних аеродрома у Хрватској. Аеродром се налази на југу Далмације, у Чилипима. Удаљен је 13 километара јужно од старог језгра Дубровника.
Последњих година аеродром Дубровник је забележио велики пораст путничког промета - 2018. године кроз њега је прошло преко 2,5 милиона путника. По броју путника је трећа ваздушна лука у држави, после Загреба и Сплита.
На Аеродрому Дубровник смештене су базе „Кроација ерлајнса” и „Дубровник ерлајна”.

## Историја
Први аеродром у Дубровнику је отворен 1936. године у насељу Груда у Конавлима. Авио саобраћај је прекинут 1941. године током Другог светског рата и напада на Југославију. Изградња новог аеродрома на садашњој локацији почела је 1960. године, a пуштен је у саобраћај 1962. године. Проширење капацитета аеродрома извршено је између 1970. и 1980. године. Током рата 90-их година Аеродром Дубровник је разорен и опљачкана је сва имовина. Опрема и сигнализација је одвезена у Црну Гору те постављена у аеродроме Тиват и Подгорица. Реконструкција је трајала до 2006. године.
Данас је Аеродром Дубровник један од најфреквентнијих аеродрома у Хрватској. Познат је као дестинација за бројне чартер летове током летње сезоне. Кроз Аеродром Дубровник је током 2012. прошло 1.480.470 путника, а 2013 године 1.522.629 путника.

## Терминали
Аеродром се састоји од три терминална подручја, А, Б и Ц. Пространи нови Терминал Ц отворен је у фебруару 2017. године и постао је потпуно функционалан у априлу исте годиме. Тај терминал је заменио Терминал А за све одласке путника, укључујући чекирање и сигурносну провјеру. Нови терминал садржи простор за чекирсње и комерцијални простор који се простире на преко 1.000 квадратних метара, осам сигурносних трака, салон за одлазак са комерцијалним и угоститељским објектима, салон за премијум путнике и различите ресторане. Са површином од 24.181 квадратним метром, годишњи капацитет аеродрома је повећан на 3,5 милиона путника. Зграда Терминала А је трајно затворена за путнички саобраћај и сада се користи искључиво као постројење за разврставање пртљага. Нови Терминал Ц се налази поред постојеће зграде Терминала Б која такође прима путнике. Терминали данас чине једну функционалну јединицу.

## Авио-компаније и дестинације
Следеће авио-компаније користе Аеродром Дубровник (од мај 2025):
| Airlines                      | Destinations |
| ----------------------------- | --- |
| Aegean Airlines               | Seasonal: Athens |
| Aer Lingus                    | Seasonal: Cork, Dublin |
| Air Baltic                    | Seasonal: Riga |
| Air France                    | Seasonal: Paris–Charles de Gaulle |
| Air Serbia                    | Seasonal: Belgrade |
| Austrian Airlines             | Seasonal: Vienna |
| British Airways               | Seasonal: London–Gatwick, London–Heathrow |
| Brussels Airlines             | Seasonal: Brussels |
| Croatia Airlines              | Frankfurt, Zagreb Seasonal: Athens, Munich, Osijek, Paris–Charles de Gaulle, Prague, Pula, Rome–Fiumicino, Split, Zürich |
| Discover Airlines             | Frankfurt |
| EasyJet                       | Seasonal: Amsterdam, Basel/Mulhouse, Berlin, Bordeaux (begins 23 June 2025), Bristol, Edinburgh, Geneva, London–Gatwick, Lyon, Manchester, Nantes, Naples, Paris–Orly |
| Enter Air                     | Seasonal charter: Poznań (begins 3 June 2025) |
| Eurowings                     | Seasonal: Berlin, Cologne/Bonn, Düsseldorf, Hamburg |
| Finnair                       | Seasonal: Helsinki |
| Flydubai                      | Seasonal: Dubai–International |
| Freebird Airlines             | Charter: Amsterdam, Berlin, Billund, Brussels, Copenhagen, Düsseldorf, Frankfurt, Helsinki, London–Gatwick, Lyon, Oslo, Paris–Charles de Gaulle, Stockholm–Arlanda |
| Iberia                        | Seasonal: Madrid |
| Jet2.com                      | Seasonal: Belfast–International, Birmingham, Bournemouth (begins 24 July 2026), East Midlands, Edinburgh, Glasgow (begins 1 May 2026), Leeds/Bradford, London–Stansted, Manchester, Newcastle upon Tyne                                                                           |
| KLM                           | Seasonal: Amsterdam |
| Korean Air                    | Seasonal charter: Seoul–Incheon |
| Leav Aviation                 | Seasonal charter: Cologne/Bonn |
| LOT Polish Airlines           | Warsaw–Chopin |
| Lufthansa                     | Seasonal: Munich |
| Luxair                        | Seasonal: Luxembourg |
| Norwegian Air Shuttle         | Seasonal: Bergen, Copenhagen, Gothenburg, Helsinki, Oslo, Stavanger, Stockholm–Arlanda |
| Ryanair                       | Charleroi, London–Stansted, Vienna Seasonal: Bari, Beauvais, Bergamo, Berlin, Dublin, Gothenburg (begins 3 June 2025), Helsinki, Karlsruhe/Baden-Baden, Katowice, Kraków, Manchester, Marseille, Memmingen, Poznań, Rome–Fiumicino, Sandefjord, Stockholm–Arlanda, Weeze, Wrocław |
| Scandinavian Airlines         | Seasonal: Copenhagen |
| Swiss International Air Lines | Seasonal: Zurich |
| Trade Air                     | Osijek, Rijeka, Split |
| Transavia                     | Seasonal: Paris–Orly, Rotterdam/The Hague |
| TUI Airways                   | Seasonal: Birmingham, Bristol, Cardiff, East Midlands, Glasgow, Leeds/Bradford, London–Gatwick, Manchester, Newcastle upon Tyne |
| TUI fly Belgium               | Seasonal: Brussels |
| Turkish Airlines              | Seasonal: Istanbul |
| United Airlines               | Seasonal: Newark |
| Volotea                       | Seasonal: Athens, Bari, Bordeaux, Lille, Lyon, Marseille, Nantes, Toulouse |
| Vueling                       | Barcelona Seasonal: Rome–Fiumicino |
| Wizz Air                      | Seasonal: Warsaw–Chopin |